# Mouse Genome Informatics
Mouse Genome Informatics (MGI) is een online database waarin de belangrijkste informatie over het genoom en het metabolisme van de laboratoriummuis (Mus musculus), een veelgebruikt modelorganisme, wordt verzameld en vrij beschikbaar wordt gesteld. Het doel is om de fysiologie van het menselijk lichaam en ziekten te vergemakkelijken met deze informatie. MGI wordt beheerd door Jackson Laboratory, een overheidsgefinancierd, non-profit biomedisch onderzoeksinstituut.
Mouse Genome Informatics werd gelanceerd in 1994 en is sindsdien uitgegroeid tot een verzameling gegevens, hulpmiddelen en analysemethoden voor de laboratoriummuis. De database is gebaseerd op de richtlijnen die zijn opgesteld door de 'International Committee on Standardized Genetic Nomenclature for Mice'. MGI is een belangrijk hulpmiddel voor elke onderzoeker die de muis als modelorganisme voor zijn onderzoek gebruikt, of voor genetisch onderzoek naar homologieën. Verschillende ondersteuningsbronnen voor muisonderzoek, waaronder dierenverzamelingen en gratis beheersoftware, zijn beschikbaar op de website.